# Täbris
Täbris oder Tabris, geschrieben auch Täbriz [tæbˈɾiːz] ⓘ(persisch تبريز Tabriz, DMG Tabrīz, aserbaidschanisch تبریز /Təbriz), ist die Hauptstadt von Ost-Aserbaidschan im Norden Irans. Mit knapp 1,56 Mio. Einwohnern (2016) ist Täbris eines der größten kulturellen Zentren des iranischen Aserbaidschan (das antike Atropatene) und der iranischen Aserbaidschaner. Es war seit 1408 die Hauptstadt der turkmenischen Qara Qoyunlu, ab 1467 die der ebenfalls turkmenischen Aq Qoyunlu, und schließlich im 16. Jahrhundert Hauptstadt der Dynastie der Safawiden bis zu deren Umzug nach Qazvin 1548. Im frühen 20. Jahrhundert war Täbris die größte Stadt Persiens.

## Geschichte
Die Gründungsgeschichte der Stadt ist umstritten. Einige Quellen verweisen auf die Zeit der Sassaniden, andere sehen den Grundstein durch eine Frau des Kalifen Hārūn ar-Raschīds erst im 8. Jahrhundert gelegt.
Soweit unterstellt werden darf, dass Täbris bereits Teil des Sassanidenreiches war, wurde die Stadt, nach der Eroberung durch türkische und mongolische Nomaden, Hauptstadt des Reiches der Ilchane in Iran von etwa 1270 bis 1305, des Reiches der Aq Qoyunlu von circa 1469 bis 1502 und der Safawiden von 1502 bis 1548. 
Nach dem Ende des Zweiten Weltkrieges war Täbris für kurze Zeit Hauptstadt der sowjetisch beeinflussten Autonomen Republik Aserbaidschan, seit 1946 gehört es wieder zu Iran.
Wiederholte starke Erdbeben zerstörten die meisten historischen Monumente von Täbris. Erhalten blieb ein monumentaler Mauerrest der Zitadelle (Ark-e Tabriz oder Ark-e Alishah) aus dem 14. Jahrhundert. Die Blaue Moschee von Täbris (Masdsched-e Kabud) ist ein weiteres wichtiges Bauwerk der Stadt, oder auch das Rathaus, dessen Turm eine deutsche Uhr besitzt.
Am 8. Januar 1780 wurde die Stadt durch ein Erdbeben völlig zerstört, genau wie auch weitere 400 Dörfer im weiteren Umland. Die Zahl der Opfer wird insgesamt auf mindestens 50.000 Tote geschätzt und reicht bis zu 200.000. Am 11. August 2012 ereignete sich in der Nähe der Stadt erneut ein schweres Erdbeben mit über 300 Toten. Das Epizentrum des Bebens lag nur etwa 60 Kilometer nordöstlich von Täbris und war in der Stadt deutlich zu spüren (siehe auch: Erdbeben von Täbris 2012).

## Etymologie
Wann Täbris gegründet wurde, ist unklar. Verschiedene Quellen bezeichnen die Stadt als den möglichen Ort des biblischen Garten Eden.
Gemäß der Encyclopedia Britannica leitet sich der Name der Stadt von „tap-riz“ ab. In den iranischen Sprachen bedeutet Tap-riz Bringt Wärme zum Fließen. Der Grund könnten die vielen thermalen Quellen in der Region sein. Andere Quellen sagen, dass der armenische König Chosrau I. im Jahr 246 den sassanidischen König Ardaschir I. besiegte und aus Rache für den Tod seines Bruders den Namen der Stadt von Schahistan in Tauris umänderte. Tauris würde dann in dem Fall vom Altarmenisch ta-vrezh Diese Rache kommen. Im Jahr 297 wurde es die Hauptstadt des Trdat III.

## Geographische Lage
Geographisch liegt Täbris auf 46° 08' östlicher Länge und 38° 48' nördlicher Breite bei einer Höhe von 1363 m über dem Meeresspiegel. Südlich befindet sich der Vulkan Sahand (3707 m Höhe) und nördlich der Berg Aynali (1700 m Höhe).

## Klima
Täbris hat ein trockenes und insgesamt kaltes Klima mit einem ständigen Wind.
Der Winter ist relativ lang. Die durchschnittliche Höchsttemperatur im Sommer beträgt 32 °C und im Winter 2,7 °C. Die bisher höchste gemessene Temperatur in Täbris ist 42 °C und die niedrigste gemessene Temperatur ist −25 °C. Die Jahresniederschlagssumme liegt bei 288,9 Millimeter.
|                       | Jan  | Feb  | Mär  | Apr  | Mai  | Jun  | Jul  | Aug  | Sep  | Okt  | Nov  | Dez  |   |       |
| Mittl. Tagesmax. (°C) | 2,3  | 4,7  | 10,3 | 16,9 | 22,7 | 28,7 | 32,7 | 32,6 | 28,2 | 20,5 | 11,9 | 5,1  | ⌀ | 18,1  |
| Mittl. Tagesmin. (°C) | −5,7 | −4,1 | 0,4  | 5,9  | 10,6 | 15,2 | 19,3 | 19,0 | 14,4 | 8,2  | 2,1  | −2,8 | ⌀ | 6,9   |
|                       |      |      |      |      |      |      |      |      |      |      |      |      |   |       |
| Niederschlag (mm)     | 22,3 | 24,2 | 40,6 | 52,7 | 42,6 | 16,9 | 5,8  | 3,2  | 7,6  | 21,9 | 27,9 | 23,2 | Σ | 288,9 |
|                       |      |      |      |      |      |      |      |      |      |      |      |      |   |       |
| Sonnenstunden (h/d)   | 3,9  | 4,9  | 5,6  | 6,5  | 8,6  | 11,3 | 11,4 | 10,8 | 10,1 | 7,4  | 5,8  | 4,1  | ⌀ | 7,5   |
|                       |      |      |      |      |      |      |      |      |      |      |      |      |   |       |
| Regentage (d)         | 10,8 | 10,2 | 13,3 | 13,8 | 13,4 | 6,3  | 3,1  | 1,9  | 2,5  | 8,0  | 8,5  | 9,8  | Σ | 101,6 |
|                       |      |      |      |      |      |      |      |      |      |      |      |      |   |       |
| Luftfeuchtigkeit (%)  | 72   | 70   | 63   | 57   | 51   | 40   | 34   | 35   | 37   | 51   | 64   | 71   | ⌀ | 53,7  |

| −5,7 |

| −4,1 |

| 0,4 |

| 5,9 |

| 10,6 |

| 15,2 |

| 19,3 |

| 19,0 |

| 14,4 |

| 8,2 |

| 2,1 |

| −2,8 |

| −5,7 |

| −4,1 |

| 0,4 |

| 5,9 |

| 10,6 |

| 15,2 |

| 19,3 |

| 19,0 |

| 14,4 |

| 8,2 |

| 2,1 |

| −2,8 |

## Wirtschaft und Infrastruktur

### Wirtschaft

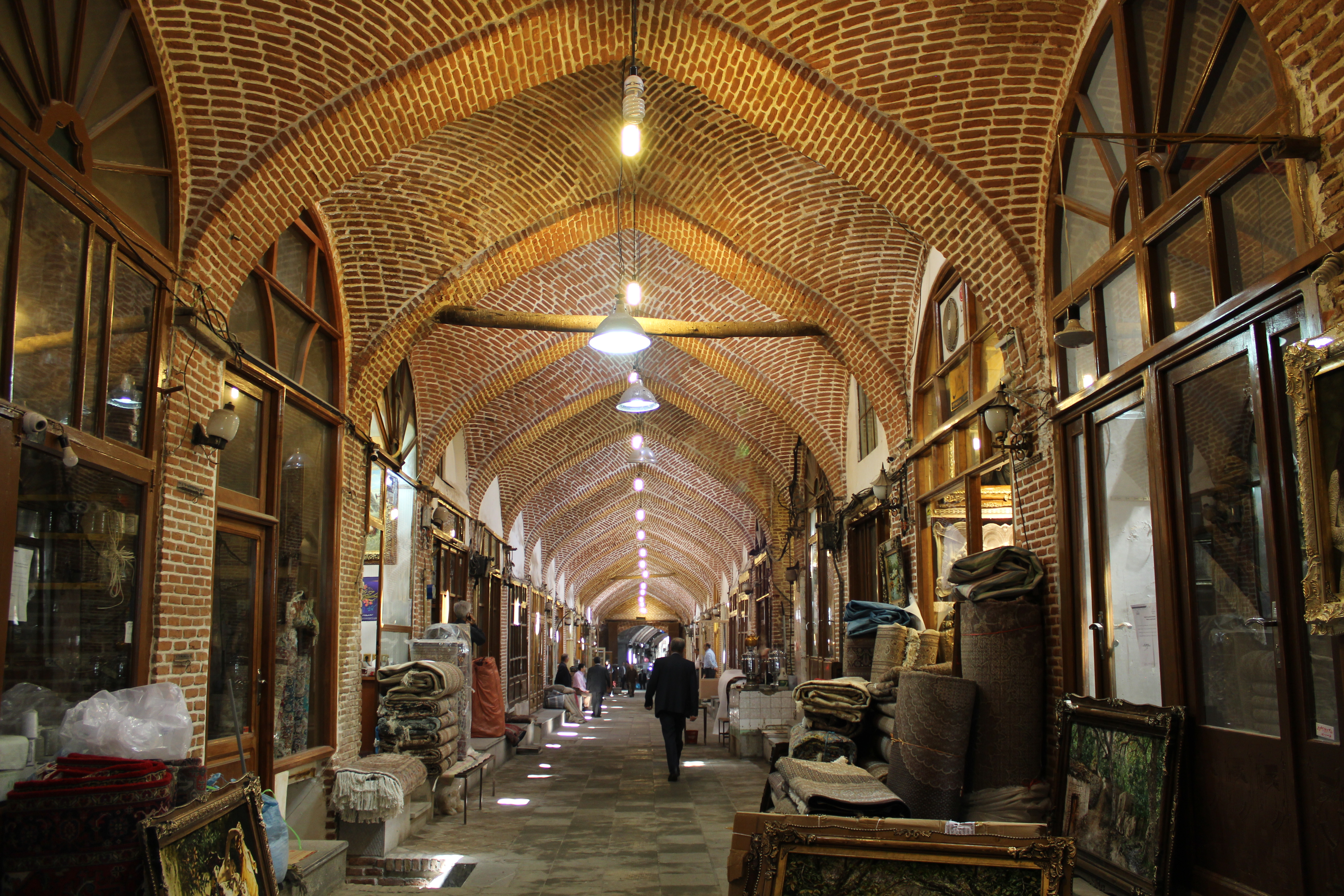
Basar in Täbris

Der große Basar von Täbris ist einer der größten und eindrucksvollsten Irans. Er ist berühmt für seine große überdachte Bauweise, seine Vielfalt und Qualität des Kunsthandwerks und der Teppiche. Er befindet sich im Zentrum der Stadt. Nach der Stadt ist auch der feine handgeknüpfte Perserteppich Täbris benannt. Es finden sich in und um die Stadt viele Teppichwebereien.

### Verkehr
Täbriz ist seit jeher ein Verkehrsknotenpunkt, wo die Seidenstraße den Fluss Mehran-Rud kreuzt, wurden Lasttiere und Waren getauscht.
Die Verbindung zur iranischen Hauptstadt Teheran führt direkt über den Teheran-Täbris Highway, der in der anderen Richtung bis zur türkischen Grenze führt.
In Täbris treffen verschiedene Bahnstrecken aufeinander, nämlich die
- Bahnstrecke Teheran–Täbris
- Bahnstrecke Van–Täbris in die Türkei
- Bahnstrecke Täbris–Dscholfa in die aserbaidschanische Exklave „Autonome Republik Nachitschewan“

## Universitäten
1. Universität Täbris
2. Sahand University of Technology
3. Tabriz University of Medical Sciences
4. Azarbaijan Shahid Madani University[13]
5. Islamic Azad University of Tabriz
6. Tabriz Islamic Arts University
7. University College of Nabi Akram

## Sehenswürdigkeiten
- Aserbaidschan-Museum
- Kabud-Moschee (auch Blaue Moschee genannt)
- Saheb-ol-Amr-Moschee
- Zitadelle
- Historischer Basar (seit 2010 UNESCO-Welterbe)
- El-Goli-Park (auch Schāh-Goli-Park)
- Marienkirche von 1785 (Vorgängerbau vom 12. Jahrhundert)
- St.-Sarkis-Kirche von 1821
- Schoghakat-Kirche von 1940
- Johanneskirche (Sohrol) von 1840, etwa 25 km nördlich außerhalb der Stadt

## Persönlichkeiten
- Schams-e Tabrizi (1164–unbekannt), persischer Mystiker und Lehrer Rumis
- Kamaleddin Behzad (1460–1535), Miniaturmaler aus Herat, leitete u. a. die königliche Universitätsbibliothek und das königliche Atelier in Täbris
- Sattar Khan (1868–1914), iranischer Revolutionär
- Karl Wustrow (1878–1920), deutsch-baltischer Diplomat, deutscher Konsul in Täbris (begraben auf dem dortigen Protestantischen Friedhof)
- Gaik Bschischkjan (1887–1937), russischer Militär, armenischer Herkunft
- Parvin E'tesami (1906–1941), Dichterin
- Seyyed Mohammad Hossein Behjat-Tabrizi - Schahriar (1907–1988), Autor und Poet
- Gholam Hossein Bigjekhani (1918–1987), Tarspieler
- Alexander Abian (1923–1999), US-amerikanischer Mathematiker
- Mohammed Rahnavardi (1927–2023), Gewichtheber, Zahnmediziner und Politiker
- Gholām-Hossein Sā'edi (* 1936), Psychiater, Schriftsteller und Übersetzer
- Mohammad Modschtahed Schabestari (* 1936), iranischer Reformer und Philosoph, schiitischer Theologe, Autor und Professor an der Universität Teheran
- Gholam Sehhati-Chafai (1937–2019), deutsch-iranischer Anästhesist, Intensivmediziner und Schmerztherapeut
- Hossein Khodaparast (1938–2021), Fußballspieler
- Hadi Khosroshahi (1938–2020), Kleriker, Diplomat und Autor
- Səməd Behrəngi (1939–1967), iranischer Schriftsteller, Lehrer, Journalist und Bürgerrechtler, aserbaidschanischer Herkunft
- Reza Parwaresch (1940–2005), iranisch-deutscher Hämatopathologe
- Said Manafi (* 1943), Regisseur und Kameramann
- Akbar Behkalam (1944–2025), deutsch-iranischer Maler und Bildhauer
- Behrouz Rahbar (1945–2019), Radrennfahrer
- Javad Tabatabai (1945–2023), Philosoph und Autor
- Esmail Vasseghi (* 1946), Perkussionist
- Tahmineh Milani (* 1960), Filmregisseurin
- Maryam Motallebzadeh (* 1960), Künstlerin
- Reza Rahmani (* 1966), Politiker
- Proschat Madani (* 1967), österreichische Schauspielerin[14]
- Ali Samadi Ahadi (* 1972), iranisch-deutscher Filmregisseur
- Karim Bagheri (* 1974), Fußballspieler
- Rasoul Khatibi (* 1978), Fußballspieler
- Ali Fathollah-Nejad (* 1981), deutsch-iranischer Politikwissenschaftler und Publizist
- Kaveh Mousavi (* 1985), Hammerwerfer
- Saeid Safarzadeh (* 1985), Radrennfahrer
- Mahdi Pirjahan (* 1999), Hürdenläufer
- Ali Labib (* 2002), Radrennfahrer

## Städtepartnerschaften
- Baku
- Ho-Chi-Minh-Stadt
- Istanbul
- Wien
- Konya
- Kasan
- Gaza
- Wuhan
- Izmir

## Galerie

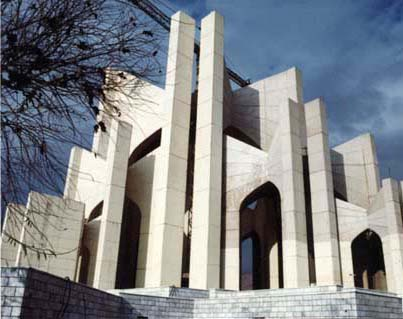
Grabmal der Poeten
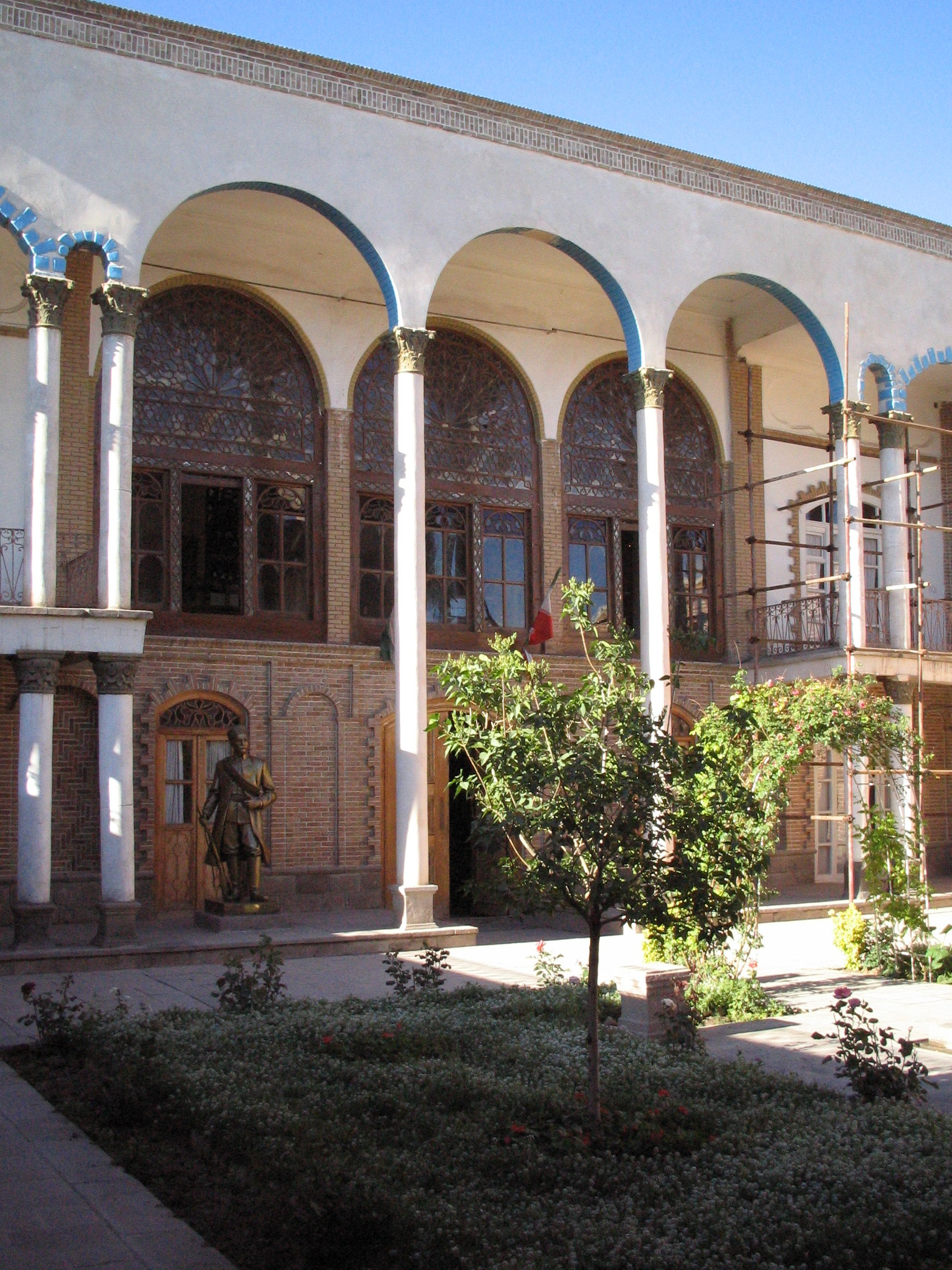
Maschruteh-Haus
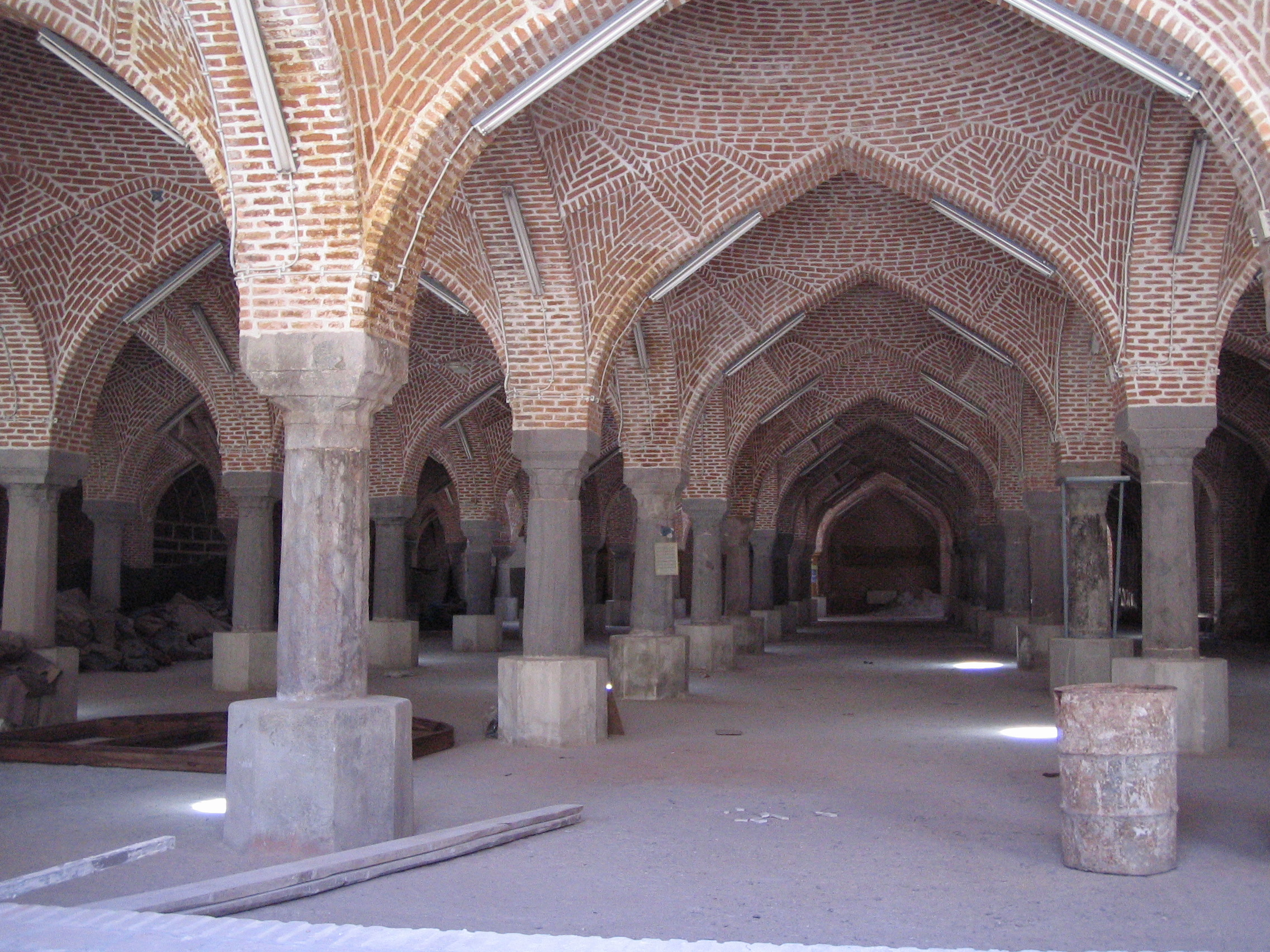
Schabestan der Freitagsmoschee
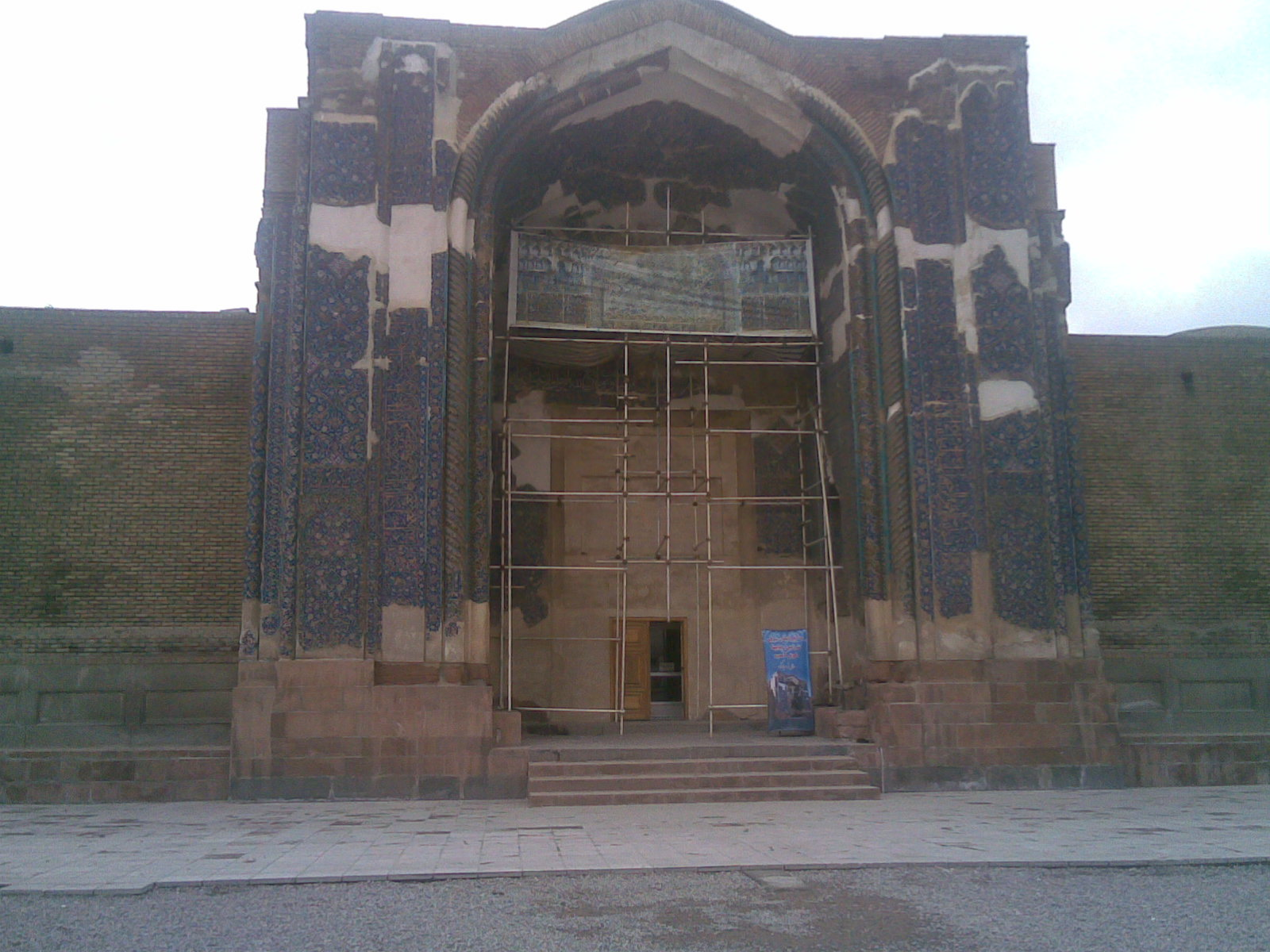
Hauptportal der Blauen Moschee
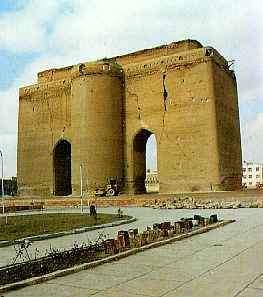
Zitadelle von Täbris